# Hardouin de Bueil
Pour les autres membres de la famille, voir Famille de Bueil.
Pour les articles homonymes, voir Jean de Bueil, Bueil, Ardouin, Arduin et Hardouin.
Hardouin de Bueil, né en 1347 et mort le 15 janvier 1439, est un homme d'Église français des XIVe et XVe siècles. Il est évêque d'Angers du 16 juin 1374 à sa mort.

## Biographie
Hardouin de Bueil était le fils de Jean II de Bueil et Jeanne d'Avoir, et l'oncle de Jean III — seigneur de Montrésor, Mirebeau et St-Calais, lieutenant général du duc Louis Ier d'Anjou et sénéchal de Nîmes, Beaucaire et de Toulouse. 
Hardouin lui-même combina la charge épiscopale avec des fonctions séculières : il dirigea la chambre des comptes du duc d'Anjou à partir de 1382 ; il fut également chancelier de la duchesse d'Anjou Marie de Blois-Bretagne, une charge dans laquelle Yolande d'Aragon le maintint en 1417. Partisan de la papauté d'Avignon, il assista aux réunions du clergé de 1394 et 1398 à Paris. Il rédigea des statuts pour son diocèse en 1423. 
Yolande d'Aragon lui octroya des fonds pour rénover le château de Villevêque. Il acquit aussi un ensemble de fiefs à proximité de Bueil, aux confins de l'Anjou et de la Touraine, qui avaient appartenu au moins en bonne part à ses ancêtres Trousseau (Chasteaux, Val Joyeux, St-Christophe... ; sa grand-mère maternelle était Marguerite Trousseau). 
Hardouin de Bueil était originaire de Bueil-en-Touraine, dont l'église est classée Monument Historique depuis 1909. Cet édifice est composé de deux bâtiments réunis entre eux : l’ancienne église paroissiale placée sous le vocable de Saint Pierre, église primitive datant du XIe siècle, reconstruite de 1480 à 1512, et l’église collégiale dédiée à Saint Michel et aux Saints Innocents qui fut fondée en 1394 par Hardouin de Bueil, pour un collège de chanoines de l’ordre de Saint Augustin et érigée en collégiale en 1476.